# Scarabaeus interstitialis
Scarabaeus interstitialis är en skalbaggsart som beskrevs av Karl Henrik Boheman 1857. Scarabaeus interstitialis ingår i släktet Scarabaeus och familjen bladhorningar. Inga underarter finns listade i Catalogue of Life.